# Цетей из Амитерна
Цетей, известен также под именем Пелегрин (лат.  Cetteus, итал. Pelegrino, VI век, — 13.06.597 г.) — святой Римско-Католической Церкви, мученик, епископ города Амитерн, покровитель города Пескара и архиепархии Пескара-Пенне.

## Биография
В 590 году во время понтификата Римского папы Григория Великого Цетей был избран епископом города Амитерна.
Согласно житию святого, во время нашествия лангобардов Амитерн был занят двумя лангобардскими отрядами под управлением Алая и Умболия. Цетей, опасаясь за свою, жизнь бежал в Рим. Григорий Великий, получив от Алая и Умболия обещание, что они будут благосклонно относиться к жителям Амитерна, убедил его вернуться в Амитерн. Через некоторое время между Алаем и Умблином возник спор. Умболин, считая, что Цетей является союзником Алая, приказал схватить епископа и казнить его. Когда епископ был схвачен, то вокруг его шеи обвязали верёвку с камнем и сбросили его с моста в реку Атерно-Пескара. Тело убитого епископа было обнаружено местными рыбаками и они, не узнав в нём епископа, назвали утонувшего Пелегрином (паломником).

## Память
Епископ был похоронен в церкви города Пескара, которая впоследствии стала носить его имя. В настоящее время в городе Пескара находится церковь святого Цетея, которая является собором архиепархии Пескара-Пенне.
10 октября в городе Пескара отмечается день памяти святого Цетея и 13 июня — во всей Католической церкви.